# Boris Wladimirowitsch Romanow

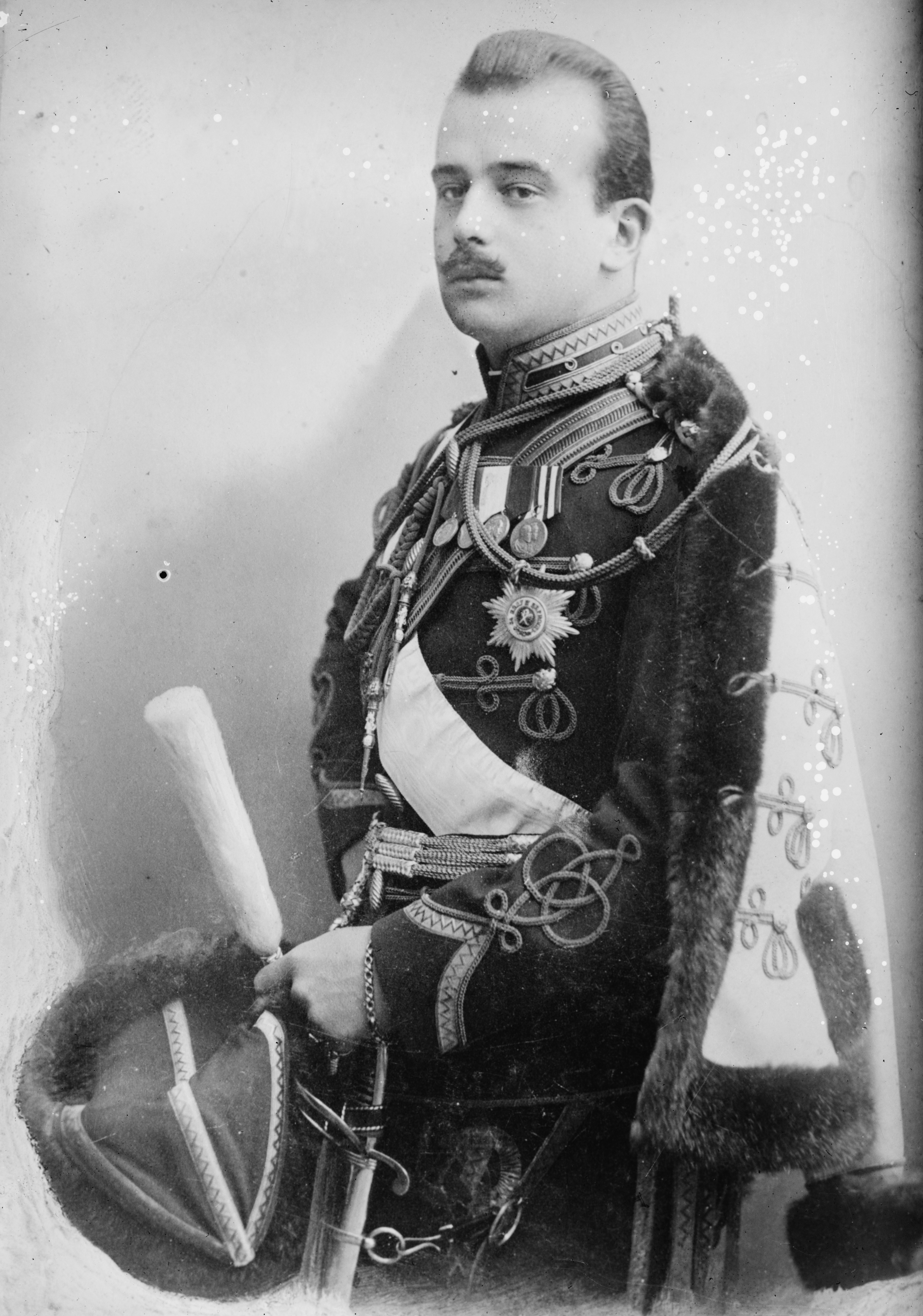
Großfürst Boris Wladimirowitsch Romanow, um 1900

Großfürst Boris Wladimirowitsch Romanow (russisch Борис Владимирович Романов; * 12. Novemberjul. / 24. November 1877greg. in Zarskoje Selo (Russland); † 9. November 1943 in Paris) war ein Mitglied aus dem Hause Romanow-Holstein-Gottorp.

## Leben
Boris war der dritte Sohn von Großfürst Wladimir Alexandrowitsch Romanow (1847–1909) und seiner Gattin Maria Pawlowna (1854–1920), Tochter des Mecklenburger Großherzogs Friedrich Franz II. und seiner ersten Ehefrau Prinzessin Auguste Reuß zu Schleiz-Köstritz.
Im Jahre 1913 hielt Boris um die Hand der Großfürstin Olga Nikolajewna Romanowa (1895–1918), der ältesten Tochter des Zaren Nikolaus II. und Alexandra Fjodorowna, an, doch die Zarin lehnte ab, da er den Ruf eines Lebemannes hatte. Die Ablehnung ihres Sohnes provozierte bei Maria Pawlowna eine Feindseligkeit gegenüber dem Zarenpaar. 1919 heiratete Boris Wladimirowitsch Romanow in Italien (Genua) seine langjährige Geliebte Zinaida Raschewskaya.